# Beringer Ingelhajm
C.H. Boehringer Sohn AG & Ko. KG je matična kompanija Beringer Ingelhajma (Boehringer Ingelheim), koju je osnovao 1885. Albert Beringer u Ingelhajmu na Rajni. Boehringer Ingelheim grupa je jedna od 20 vodećih svetskih farmaceutskih kompanija. Sedište kompanije je u Ingelhajmu, Nemačka. Kompanije posluje globalno sa 145 lokacija i više od 42,000 zaposlenih. Fokus kompanije su: respiratorne bolesti, kardiovaskularne bolesti, Parkinsonova bolest, HIV, tromboemboliska bolest i cerebrovaskularna bolest. Od svog osnivanja 1885, ova kompanija u porodičnom vlasništvu se bavila istraživanjem, razvojem, proizvodnjom i prodajom proizvoda sa terapeutskom vrednošću za ljude i veterinarsku medicinu. Beringer Ingelhajm je puni član Evropske federacije farmaceutske industrije i asocijacija (EFPIA).

## Spoljašnje veze
- Beringer Ingelhajm Архивирано на веб-сајту  (1. мај 2020)
- Boehringer Ingelhajm Vetmedika